# ريه أيانامي
ريه أيانامي (باليابانية: 綾波 レイ، بالروماجي: Ayanami Rei)، هي شخصية خيالية من مسلسل الأنمي نيون جينيسيس إيفانجيليون، ريه هي الولد الأول وقائدة إيفانجيليون الوحدة-00.
في بداية المسلسل، ظهرت ريه كفتاة غامضة حيث يربك سلوكها الغير طبيعي زملاءها. مع تقدم القصة، أصبحت ريه أكثر تواصلاً مع الناس حولها، وخاصة زمليها في الصف وقيادة الإيفا شينجي إيكاري. اتضح فيما بعد أن لها دوراً مهماً في الأحداث التي تختم سير القصة. دورها في الخاتمة لم يتضح تماماً في المسلسل التلفزيوني، ولكن دورها أحد النقاط الرئيسية والهامة في نهاية إيفانجيليون.

## الفكرة
مثل العديد من شخصيات إيفانجيليون، فاسم ريه الأخير مقتبس من اسم سفينة بحرية يابانية من الحرب العالمية الثانية، المدمرة أيانامي من نوع فوبوكي. المعنى الدقيق للاسم غير واضح عمداً.
وجه هيدياكي أنّو يوشيوكي ساداموتو على أن يصمم ريه على أنها «أي شيء آخر، نحتاج إلى أن نجعلها فتاة غير سعيدة مع حس ضئيل بالحضور.» أُلهم ساداموتو في رسم ريه بأغنية الشارة لفرقة كينّيكو شوجو تاي، «هوتاي دي ماشّيرو نا أونّا» (الفتاة البيضاء ذات الضمادات). أوكينا، شخصية من عمل ساداموتو السابق كوتو كانت بمثابة نموذج لريه. من أجل تمييزها جسدياً عن بقية الشخصيات، أعطاها ساداموتو عينين حمراوين.
في بداية المسلسل، بدت ريه كفتاة منطوية اجتماعياً، وبلا مشاعر ظاهرياً، ونادراً ما تتحدث مع الآخرين، باستثناء غيندو، الذي أظهرت له إخلاصها ولكن مع علاقة بعيدة على وجه العموم. تعيش ريه وحدها في شقة قاتمة قليلة الفراش في طوكيو-3. بالقرب من نهاية المسلسل، قال شينجي بأن شقة ريه مشابهة للمكان الذي تقول ريتسكو بأنه ريه ولدت فيه.
مع تقدم القصة، بدأت ريه بإظهار علاقاتها مع الآخرين لإظهار لحظات من المشاعر الحقيقية، حتى كونها حزينة أو باكية. ممثلة أداء صوت ريه الإنجليزية، أماندا وين-لي وصفتها قائلة، '«ريه ليست منزوعة الشخصية بالكامل، وإلا فإنها لن تكون مثيرة للاهتمام.» هنالك شرارة صغيرة بالإنسانية، لكنها «مغطاة بإحساس كبير بإنكار قيمة النفس وإدراكها بأنها مستهلكة.» فرحة أداء دور ريه هو اكتشاف تلك الشرارة الصغيرة.'.
ليست هناك معلومات تفصيلية عن أصل ريه أو قراباتها. قالت ريتسكو أكاغي بأن ريه ولدت في غرفة خاصة في المستويات السفلى من مقر نيرف. ذكر في كتاب الصليب الأحمر أن ريه خلقت من «البقايا المنقذة» من يوي إيكاري بعد امتصاص يوي داخل الوحدة-01 في 2004. الرابط بين ريه ويوي أشير إليه في بعض الأوقات في المسلسل. قدم غيندو ريه إلى طاقم غيهرن في 2010 ك«ابنة صديق له» حيث يقوم بالاعتناء بها لفترة. في الحلقة 21، قالت ناوكو أكاغي بأن ريه تشبه يوي جسدياً. تصاميم الشخصية المستخدمة في تمثيل ريه في مشاهد العام 2010 مقتبسة من مواد الإنتاج حيث كان عمرها 4 سنوات فقط. في الأفلام، ريه نفسها أظهرت مشابهتها مع ليليث المتجددة وامتزجت معها، معتبرة أنها تملك بيانات وراثية تطابق بيانات ليليث.

## الظهور

### نيون جينيسيس إيفانجيليون
ظهرت ريه في مسلسل الأنمي نيون جينيسيس إيفانجيليون كإحدى الشخصيات البطلة في القصة وقائدة إيفانجيليون الوحدة-00. ظهرت ريه لأول مرة في المسلسل في الحلقة الأولى وهي مصابة بشدة بعد فشل اختبار تنشيط الإيفانجيليون التي تقودها. بعد شفائها من الإصابات، بدأت ريه بمساعدة شينجي في هزيمة الملائكة مع الانتصار الكبير الأول ضد رامييل. معركة ريه الهامة التالية كانت أثناء هجوم الملاك ماتارايل على طوكيو-3 حيث تعاونت مع شينجي وأسكا في هزيمة الملاك. ماتت ريه في معركتها مع أرميسايل في آخر حلقات المسلسل ثم عادت للحياة في ظروف غامضة؛ اتضح فيما بعد أن ريه التي عادت للحياة هي التجسيد الثالث لريه، ريه الأولى ماتت قبل سنوات من بداية القصة.

### نهاية إيفانجيليون
في نهاية إيفانجيليون، تؤدي ريه الثالثة دور المحفزة للاصطدام الثالث، الذي بدأ بعد اندماجها مع ليليث. خلال الاصطدام الثالث، ظهر جسدان مضيئان لريه في بعض المشاهد ينظران إلى ريتسكو وميساتو قبل موتهما. هذه الصور الطيفية ظهرت أيضاً فوق جثث عملاء نيرف المقتولين.

### إعادة بناء إيفانجيليون
عادت ريه للظهور كشخصية رئيسية في إعادة بناء إيفانجيليون مع ظهورها الأول في الفيلم إيفانجيليون: 1.0 أنت (غير) وحيد. في هذا الفيلم، بقي دور ريه بشكل عام نفسه في مسلسل الأنمي حيث قادت إيفانجيليون الوحدة-00 وساعدت شينجي في هزيمة رامييل. ظهرت ريه في الفيلم الثاني إيفانجيليون: 2.0 أنت (لا) تستطيع التقدم حيث بدأت شخصيتها بالتطور أكثر وظهرت علاقتها مع شينجي أكثر انفتاحاً مقارنة بنظيرتها في الأنمي. حاولت ريه استضافة حفلة للعشاء لزملائها في العمل وظهرت تعمل بجد أثناء تحضير العشاء. أثناء وصول الفيلم إلى ذروته، قام زيرويل بالتهام الوحدة-00 وريه بداخلها. عندما هاجت الوحدة-01، ظهر شينجي يشق طريقة بقوة داخل الملاك وسحبها من نواة الملاك واحتضن الاثنان بعضهما. في نهاية الفيلم، بقي الاثنان محتجزين داخل الوحدة-01 قبل بدء الاصطدام الثالث. في إيفانجيليون: 3.0 أنت (لا) تستطيع الإعادة، اتضح أثناء حمل والدته به، أن الاسم الذي كان سيعطى لشينجي لو ولد كفتاة كان ريه، وأن اسم والدته قبل الزواج كان أيانامي. وإضافة لذلك، فريه مستنسخة من والدة شينجي، يوي أيانامي. التي فُقدت أثناء تطوير وحدات الإيفا عندما «امتُصَّت» داخل نواة إيفا الوحدة-01. ريه التي حاول شينجي إنقاذها في نهاية إيفانجيليون: 2.0 قد امتُصَّت أيضاً داخل إيفا الوحدة-01، وريه التي ظهرت ببزة قابس سوداء مجرد مستنسخة جديدة.

### في وسائل أخرى
ظهرت ريه في العديد من الوسائل الجانبية وغيرها لنيون جينيسيس إيفانجيليون ومن بينها ألعاب الفيديو مثل إيفانجيليون 64 وسلسلة الألعاب المعروفة في اليابان سوبر روبوت وورز، والعديد من المانغا، مثل مانغا يوشيوكي ساداموتو للأنمي. في مانغا ساداموتو، ظهرت ريه بصورة منفتحة أكثر من الأنمي، كونها متفاعلة بشكل أكبر بقليل. بعيداً عن التعديلات الطفيفة في الشخصية، بقي دور ريه نفسه في الأنمي. بعيداً عن هذه المانغا، ظهرت ريه في العديد من المانغا الغير رسمية مثل صديقة الفولاذ 2 ومشروع تدريب شينجي إيكاري.
ظهرت ريه أيضاً في مسلسل بوتشي إيفا: إيفانجيليون@سكول في تجسيدات ريه الثلاث يعشن معاً، ويسكنّ معاً كأخوات. الأخوات الثلاث ريه يستخدمن ترتيباً عن المانغا: ريه I في ريه «العادية»، وتظهر في زي المدرسة العادي. ريه II هي ريه «الحقيقة البديلة»، من تخيلات شينجي بكون ريه فتاة عادية، وتظهر في زي مدرسة مختلف، ريه III هي ريه «الطفلة»، ببساطة ريه الأولى من عالم إيفانجيليون قبل موتها، حيث في هذا المسلسل تحمل ريه الطفلة العديد من الألعاب والدمى. شخصية ريه الأولى بشكل طبيعي متباعدة، ولكنها ترد على الجميع؛ وخاصة شينجي. شخصية ريه الثانية نشيطة بشكل كبير. شخصية ريه الثالثة طفولية، وتبكي عندما لا تحصل على ما تريده أو تتعرض للضرب. في كل من هذه المانغا، ظهرت ريه بشخصية أكثر انفتاحاً وتفاعلاً من نظيرتها في الأنمي.

## الاستقبال
وصف فرنتشي لوننغ كشخصية شينجي الأنثوية. نجاح ريه كشخصية، وفقاً لهيروكي أزوما، صار محفزاً في صناعة الأنمي للابتعاد عن سرد القصص والتوجه نحو تصوير الشخصيات صفات الإلهام بالموي. تأثرت صناعة الأنمي بشخصية ريه وصارت تستعمل صفاتها بشكل كبير من البشرة الشاحبة، والشعر المزرق القصير و«الشخصية الصامتة».يعتبر أزوما الشخصية روري هوشينو من الخليفة المريخي ناديسيكو أنها متأثرة بشكل مباشر بريه. وضعت آي جي إن ريه في المركز العاشر من «أفضل 25 شخصية أنمي في جميع الأوقات» حيث علق الكاتب كريس مكنزي قائلاً بأن ريه إحدى الشخصيات الملهمة في مسلسلات الأنمي، ولكنه علق أيضاً بأن ريه كانت مختلفة عن الشخصيات المشابهة لها حيث أنها «غموض لن نستطيع حله، عندما تفكر في الأمر.» حصلت ريه على المركز نفسه في قائمة مانيا إنترتينمنت لأبرز عشر بطلات أنمي من كتابة ثوماس زوث الذي علق على العدد الكبير من التجارات المقتبسة منها وأنها بدأت «انفجار الموي في الأنمي.» في دراسة لل«صداقة» التي درست من قبل rankingjapan.com حيث يقوم الناس باختيار شخصية الأنمي التي يريدون أن يصادقوها، حصلت ريه على المركز التاسع. أثناء مشاهدة أفلام إعادة بناء إيفانجيليون، علق بعض الكتاب من شبكة أخبار الأنمي على ريه: حيث في الفيلم الأول، انتقد كارلو سانتوس شخصية ريه كونها تكراراً لشخصيتها في الأنمي، لكن جاستن سيفاكيس امتدح رد ريه للطف شينجي.

## روابط خارجية
- ريه أيانامي على موقع ميوزك برينز (الإنجليزية)
- ريه أيانامي على موقع ديسكوغز (الإنجليزية)
- ريه أيانامي على موقع ديسكوغز (الإنجليزية)